# 3 Vulpeculae
3 Vulpeculae (kurz 3 Vul) ist ein blauweiß schimmernder, mit dem bloßen Auge gerade noch wahrnehmbarer Stern im nördlichen Sternbild Fuchs (lateinisch Vulpecula). Er besitzt eine scheinbare Helligkeit von 5,18m und gehört der Spektralklasse B6 an. Somit beträgt seine Oberflächentemperatur etwa 14400 Kelvin; daher ist der Stern an seiner Oberfläche wesentlich heißer als die Sonne. Nach Messungen der Raumsonde Gaia ist er etwa 366 Lichtjahre von der Erde entfernt.
Die gemessene Metallizität von 3 Vul beträgt etwa die Hälfte von jener der Sonne, was ungefähr dem aus der Stellarastronomie herleitbaren Wert für diesen Sternentyp entspricht. Auf der Sichtlinie zwischen der Erde und dem Stern liegt relativ wenig interstellarer Staub, sodass seine Extinktion gering ist. 3 Vul besitzt etwa die 4,16-fache Sonnenmasse, den 2,9-fachen Sonnendurchmesser und die 290-fache Sonnenleuchtkraft. Er wird als Hauptreihenstern eingestuft und ist nur circa 25 Millionen Jahre alt.
Bei 3 Vul konnten Helligkeitsschwankungen geringer Amplitude nachgewiesen werden, sodass er zu den Veränderlichen Sternen gehört und in dieser Klassifikation die Bezeichnung V377 Vulpeculae führt. Seine scheinbare Helligkeit variiert mit drei verschiedenen Perioden von 1,0289, 1,1692 und 1,2622 Tagen zwischen 5,17m und 5,23m. Er wird zur Gruppe der langsam pulsierenden B-Sterne (SPB) gerechnet. Ferner ist 3 Vul ein spektroskopischer Doppelstern. Seine Komponenten stehen also so nahe beieinander, dass sie sich mit Fernrohren nicht getrennt beobachten lassen; die Doppelsternnatur kann nur aus den periodischen Verschiebungen der Spektrallinien erschlossen werden. Der Begleiter umläuft die Hauptkomponente mit einer Periode von 367,76 Tagen auf einem elliptischen Orbit, dessen Exzentrizität 0,15 beträgt. Seine Masse dürfte etwa 0,65 bis 1 Sonnenmassen betragen. 3 Vul wurde in Bezug auf seine Veränderlichen- und Doppelsternnatur von manchen Astronomen als der „Alptraum eines Beobachters“ bezeichnet, denn er stellt sich in dieser Hinsicht als schwieriges Studienobjekt dar, weil die Perioden seiner Helligkeitsschwankungen ungefähr einem Tag und gleichzeitig die Umlaufperiode seines Begleiters ungefähr einem Jahr entsprechen.